# (33202) Davignon
(33202) Davignon est un astéroïde de la ceinture principale.

## Description
(33202) Davignon est un astéroïde de la ceinture principale. Il fut découvert le 20 mars 1998 à Socorro (Nouveau-Mexique) par le projet LINEAR. Il présente une orbite caractérisée par un demi-grand axe de 2,93 UA, une excentricité de 0,02 et une inclinaison de 0,7° par rapport à l'écliptique.